# Les Héros de Cap Canaveral
Les Héros de Cap Canaveral (The Cape) est une série télévisée américaine d'un pilote de 90 minutes et de 21 épisodes de 45 minutes, créée par Kary Antholis et George Zaloom et diffusée du 9 septembre 1996 au 19 mai 1997 en syndication.
En France, la série a été diffusée à partir du 28 juin 1997 sur Canal+ et en Belgique sur La Deux.

## Synopsis
Le centre de lancement de la NASA à Cap Canaveral. Bull Eckert est nommé commandant de la mission "Atlantis", dans le but d'aider les russes à récupérer un satellite nucléaire sorti de son orbite, il doit choisir qui sera dans la mission...

## Distribution
- Corbin Bernsen : Col. Henry « Bull » Eckert
- Adam Baldwin : Col. Jack Riles
- Cameron Bancroft : Capt. Ezekiel « Zeke » Beaumont
- Tyra Ferrell (en) : Tamara St. James
- Bobby Hosea (en) : Maj. Reggie Warren
- David Kelsey (en) : D.B. Woods
- Katie Mitchell : Andrea Miller
- Bobbie Phillips : LtCmdr. Barbara DeSantos
- Chad Willett (en) : Peter Engel
- Whitman Mayo : Sweets McCain
- Michael Hartson : Curtis Beaumont
- Tom Nowicki (de) : Maj. Andrei Mikoyan
- Robin O'Dell : Ellen Eckert
- Sam Anderson : Kevin Davis

## Épisodes
1. Atlantis (Pilot) (90 minutes)
2. Croire en ses amis (In Friends We Trust)
3. Plus de peur que de larmes (No Fear)
4. Rancunes (Just A Rumor)
5. Dessine-moi un astronaute (Play Astronaut for Me)
6. Envolé (Lost in Space)
7. La Famille (Family Values)
8. Funérailles à retardement (Buried in Peace)
9. L'Homme qui sait qu'il ne sait pas (The Need to Know)
10. Accusé (Reggie's Wild Ride)
11. La Bombe (Burning Fuse)
12. Un cas de conscience (Judgement Call)
13. L'Accusation (The Accusation)
14. Une question d'interprétation (Interpretations)
15. Éléna (Hurricane)
16. Le Dernier à savoir (The Last to Know)
17. Un prince dans les étoiles (The Astronaut Formely Known as Prince)
18. L'Ennemi proche (Enemy Within)
19. Les retrouvailles (Just Like Old Time)
20. La station orbitale, partie 1 (Mir, Mir Off the Wall, Part 1)
21. La station orbitale, partie 2 (Mir, Mir Off the Wall, Part 2)